# Гусейнов, Эмин Али оглы
Эмин Али оглы Гусейнов (азерб. Hüseynov Emin Əli oğlu) (7 января 1987, Товуз, Азербайджанская ССР) — азербайджанский боец смешанных боевых искусств, а также самбист и дзюдоист, бронзовый призёр чемпионата Европы по панкратиону, победитель и призёр многих турниров по самбо и смешанным боевым искусствам.

## Биография
Эмин Гусейнов родился 7 января 1987 года в Товузском районе, Азербайджанской ССР. Рост 182 см, вес 66 кг.
С 1997 года, в течение пяти лет занимался самбо и дзюдо в спортивном клубе «Пехливан». Тренерами были Шахлар Мустафаев (заслуженный мастер спорта) и Мубариз Тагиев.
С 2005 года занимается панкратионом в спортивно-оздоровительном центе «Атилла». Тренер — Азад Аскеров.
С 2004 года является студентом факультета «Единоборства» Азербайджанской Государственной Академии Физической Культуры и Спорта.

## Достижения

### Самбо
- 2004 год — бронзовый призёр юношеского чемпионата Азербайджана в весовой категории до 66 кг.
- 2004 год — победитель Кубка Азербайджана в весовой категории до 66 кг.

### Панкратион
- 2008 год — Победитель чемпионата Азербайджана в весовой категории до 66 кг.
- 2008 год — бронзовый призёр Кубка Азербайджана в весовой категории до 66 кг.
- 2008 год — бронзовый призёр чемпионата Европы в весовой категории до 66 кг, проходившем в английском городе Манчестер.